# Хидротермален комин
Хидротермален комин е отвор в повърхността на планета, от който излиза геотермално затоплена вода. Хидротермалните комини са често срещани във вулканично активни райони, където тектонските плочи се раздалечават и сред средноокеански хребети. Тези комини съществуват, защото Земята е геологично активна и има голямо количество вода на повърхността си. Сухоземните видове включват геотермални извори, фумароли и гейзери. Под морето хидротермалните комини могат да образуват фигури, наричани черни пушачи. В сравнение с по-голямата част от дълбоко море, районите около подводните хидротермални комини са биологически по-продуктивни, често имащи комплексни общества, задвижвани от химикалите, разтворени във флуидите на комините. Хемосинтезиращи бактерии и археи образуват основата на хранителната верига, поддържаща различни организми, сред които рифтия, морско блюдо, скариди и други. Смята се, че активни хидротермални комини съществуват на спътника на Юпитер Европа и на спътника на Сатурн Енцелад. Спекулира се, че древни хидротермални комини са съществували и на Марс.
В края на 70-те години на 20 век близо до островите Галапагос, в източната част на Тихия океан, учените откриват същества, които живеят в пълен мрак на дълбочина 2600 m.
Тези удивителни същества обитават океанското дъно край подводни дълбоки дупки, наречени гърла, от които бликат струи гореща вода. Срещат се в райони, в които по дъното има пукнатини. През тях морската вода се процежда към вътрешността на Земята, там се нагрява от магмата до 350 °C и под огромно налягане се изтласква нагоре през гърлата към дъното. Горещата вода е богата на минерали, които се отлагат върху гърлата и образуват т. нар. комини. Понякога те достигат до 50 m. В зависимост от вида на отложените минерали, комините са оцветени в черно или бяло.